# 藍山山脈

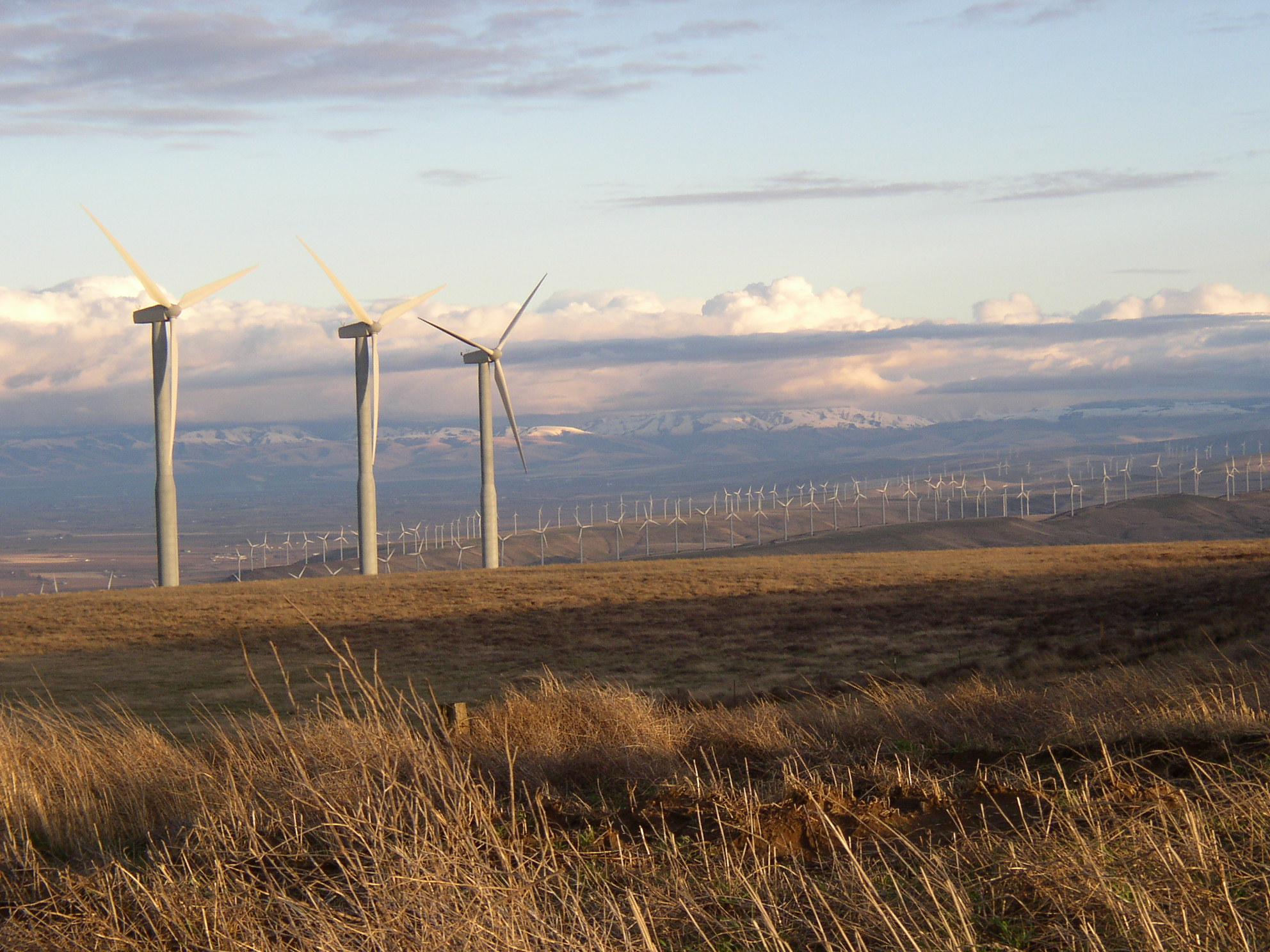
从西侧的华盛顿州观看蓝山山脉

藍山山脈（英語：Blue Mountains）是美国西部的一个山脉，位于俄勒冈州东北部，并延伸到华盛顿州东南，面积约为10,500平方千米。